# 朱德
朱德（1886年12月1日—1976年7月6日），原名朱代珍，曾用名建德，字玉阶，四川仪陇人，中国共产党和中华人民共和国政治人物，原正国级领导人，為中国人民解放军和中华人民共和国的主要缔造者和創始人。朱德是中國近代史上重要的革命家和軍事家，亦为中华人民共和国十大元帅之首。
朱德早年毕业于云南陆军讲武堂，参加辛亥革命、护国战争、护法战争，官至云南省警察厅长。1922年，他赴德国留学期间加入中国共产党，其后到莫斯科中山大学学习。1927年8月1日，他参加南昌起义，此后率部到井冈山与毛泽东会师，先后担任红四军军长、红一军团总指挥、红一方面军总司令、中国工农红军总司令、中革军委主席，参加长征。抗日战争期间，担任中央军委副主席、第十八集团军总司令兼第二战区副司令长官。解放战争期间，任中国人民解放军总司令，同毛泽东指挥中共军队。
中华人民共和国成立后，朱德先后担任中央人民政府副主席、中共中央纪律检查委员会书记、中华人民共和国副主席、中共中央副主席等职务。1959年，当选全国人大常委会委员长。文化大革命期间，朱德受到冲击。1976年7月6日，朱德在北京逝世。
北洋政府時期，朱德曾獲授勳五位、三等文虎勋章、陸軍中將军衔。抗日战争期间獲国民政府授予国民革命军上将军衔，战后获抗战胜利勋章。中华人民共和国成立之初，于1955年獲授予中华人民共和国元帅军衔并获一级八一勋章、一级独立自由勋章、一级解放勋章。

## 生平

### 早年经历
1886年12月1日（大清光绪十二年十一月初六），朱德生于四川省北部山区仪陇县乡间一户客家人贫苦农家:1。少年就读于私塾，1905年用“朱建德”的名字考中府试:10。次年清朝即废除了科举制度，于是进入顺庆府（今南充市）中学堂:11。1907年前往成都，进入四川通省师范学堂附设的体育学堂就读，一年后毕业，回仪陇县当小学体育教员:14。1909年，朱德徒步跋涉三个月到昆明，考入云南讲武堂:21。在讲武堂中，朱德加入反清革命的同盟会:25。

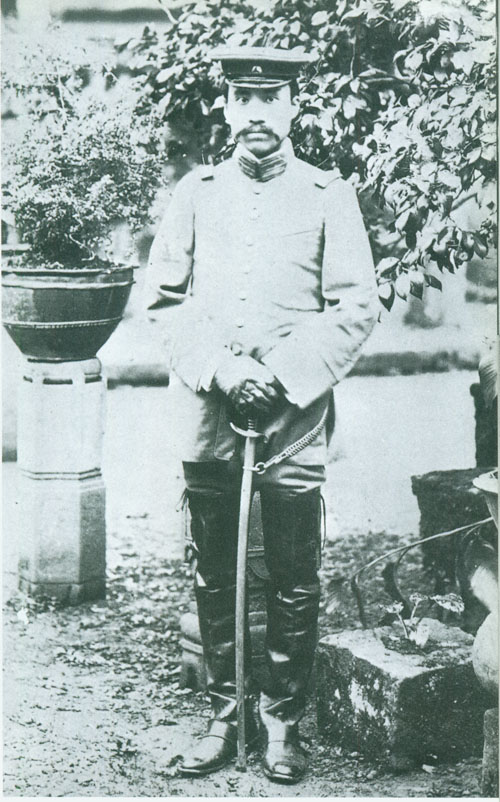
1916年的朱德

1911年，朱德从讲武堂毕业，獲派到云南新建陆军任副目、司务长、队官:27。同年10月10日，武昌新军发生兵变，反抗清政府，引起各地响应，即辛亥革命。10月30日，昆明新军发起“重九起义”，朱德率部参加攻陷总督衙门的战斗:28。后参加援川军支持四川:29。1912年起，任云南讲武堂军事教官，滇军营长、团长等职:30-32，镇守蒙自、个旧地区。1915年在蔡锷滇军中参加護國戰爭，担任第三支队支队长，在棉花坡战役中成名。1917年因战功升至滇军靖国军12旅旅长，军衔为少将，参加护法战争:46。在此期间，他认识了孙炳文，阅读《新青年》《每周评论》等书刊:53。1921年，在顾品珍的提拔下，任云南省警察厅长、宪兵司令。
1922年，唐继尧在这一时期云南政局的变乱中打败顾品珍，并想捕杀朱德等人:57。此后朱德离开军界，外出学习。朱德到上海见到孙中山。孙中山以十万元军饷相许，请朱德出面组织桂军、滇军攻打陈炯明。朱德认为革命不能靠与军阀结盟，对此表示婉拒:60。之后，朱德面见陈独秀，提出加入中国共产党。陈态度冷淡，认为他军阀气息太重，不愿接收他为共产党员:61。之后，朱德又留学德国哥廷根大学，进修社会科学。並於此時留學德國時期，取名單字德，1922年10月，朱德在德国柏林见到了周恩来，经周恩来、张申府介绍，在德国加入中国共产党，对外仍以国民党员名义活动:63。
1925年，朱德在德国期间因参加工人运动两次被捕:69。第二次被捕时吊销护照并遭驱逐:71。离开德国后，朱德来到苏联，先入莫斯科東方大學学习马列主义，后到军事培训班学习现代军事:72。1926年夏，朱德回国，受邓演达之命，利用旧有关系到杨森川军动员北伐:75。这一时期发生了“万县惨案”，他与陈毅等共产党人支持杨森与英国对抗:77。11月，与杨闇公、刘伯承组成中共重庆地方委员会军事委员会，领导泸顺起义，策应北伐战争，打击四川军阀刘存厚。1927年1月，朱德到南昌找老同学朱培德，在南昌受命担任国民革命军第三军（“建國滇軍”）军官教育团团长之职:83，4月兼任南昌市公安局局长:88。朱德多次派出学员帮助开展工农运动，并拨出枪支武装江西省农民协会组织的农民自卫军:88。

### 第一次国共内战时期
1927年8月1日，朱德以国民革命军第九军副军长、南昌市公安局长身份参与指挥中國共產黨發動的「南昌起义」。國民政府方面則馬上調集軍隊包圍了南昌。8月3日，中共部隊按计划撤离南昌。8月7日，張發奎率第四軍入南昌，接著追擊中共部隊。而中共方面，蔣光鼐、蔡廷鍇師在南進廣東途中脫離了部隊。又因天氣暑熱，長途行軍，且未鼓動群眾，後勤工作不佳，沿途逃亡的士兵很多。南下中共部隊在途中遭粵軍和中央軍夾擊。在部隊到達廣東大埔县三河壩後，周恩來決定主力南下进击潮汕地區，企圖獲得蘇聯共產國際海運的援助。留朱德率第25師堅守三河壩:99。
起义军主力于潮汕地区失败后，朱德率部转战闽粤赣湘边界地区:102。同时与陈毅在赣南天心圩、大庾、上堡三次整顿部队思想和组织纪律:108，开展群众工作，支持农民运动，建立统战关系，并把一部分党团员分配到连队，加强基层政治工作。12月，率部投奔驻守韶关的滇军故旧范石生，以王楷的身份为掩护，秘密发展武力:116。1928年1月，朱德与陈毅在湘粤赣边境发动「湘南起义」，占领宜章县城，组建工农革命军第1师，朱德任师长:123。月底在坪石战斗中，运用游击战和运动战相结合的战术，接连打垮国民革命军许克祥部6个团:125。2月起。又率部攻克多座县城，建立苏维埃政府，并将各县农军组编为3个师和两个独立团。4月，国民革命军发起进攻，朱德同陈毅率起义军转移到井冈山，和毛泽东领导的秋收起义部队会师，组成工农革命军第四军，任军长:144。

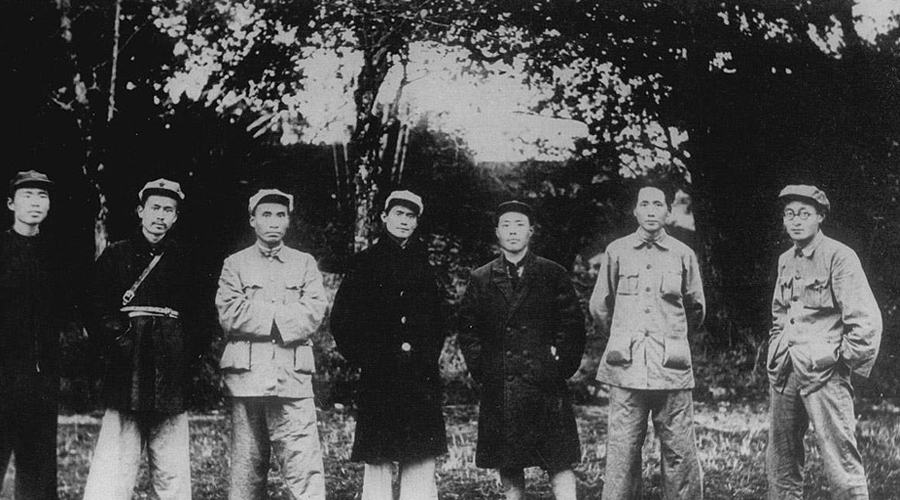
1931年11月7日，中共苏区中央局委员合影，依次为顾作霖、任弼时、朱德、邓发、项英、毛泽东、王稼祥

1928年夏，朱德指挥红军在龙源口一举歼灭国民革命军一个团，击溃两个团，这是红四军成立以来取得的较大的胜利:157。这一时期，朱德率先提出了“敌进我退，敌驻我扰，敌疲我打，敌退我追”十六字诀，后为毛泽东加以发展应用。1929年初，与毛泽东率红四军主力出击赣南、闽西，相继建立了赣南、闽西苏区。在此期间，朱德和毛泽东对许多问题产生了分歧和矛盾，形成了“朱毛之争”。6月22日，红四军在龙岩召开第七次党代表会议，会议由陈毅主持，批评了毛泽东，免去了毛泽东的前委书记职务，改由陈毅担任。会后，朱德和陈毅成为了红四军的最高领导。但在朱德主持下，红四军在向广东和福建的两次突击中损失惨重:223-224。11月，毛泽东重新回到前委:225。12月，在古田会议上作军事报告，并参与制订会议决议:227。

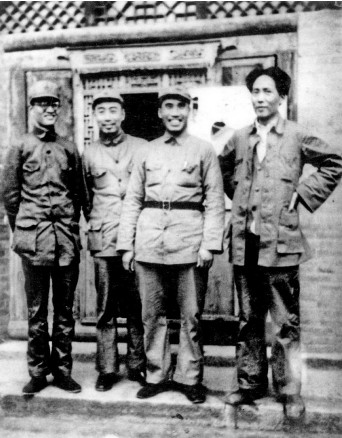
1937年，毛泽东、朱德、周恩来、博古（從右至左）在延安

1930年6月，根据中共中央指示，红四军、红十二军和红六军（7月改称红三军）在福建长汀整编为中国工农红军第一路军，朱德任总指挥:244。1930年8月，红一军团与红三军团会合后，组成红一方面军，任红一方面军总司令、中国工农红军总司令:251。1930年10月到1931年9月，朱德与毛泽东等领导红军反击国民政府三次大规模军事围剿，并取得胜利。1931年1月，任中共苏区中央局委员、中央革命军事委员会副主席:280。7月发表《怎样创造铁的红军》一文，论述了红军的阶级性质、历史任务和必须具备的6项基本条件，明确红军建设方向。11月，中华苏维埃共和国临时中央政府成立，任中央革命军事委员会主席。1933年，朱德、周恩来等指挥红一方面军取得第四次反围剿战争的胜利，红军从游击战向大规模山地运动战转变:363。6月，发表《谈几个战术的基本原则》，指出“红军军人要以唯物的辩证法来研究和运用战术”，“决不容有一成不变的老章法来指挥军队”:364。1934年1月，在中共六届五中全会上，当选为中央政治局委员:378。2月，在红军全国政治工作会议上，强调“政治工作是红军的生命线”:379。
1934年10月，由于第五次反围剿战争失利，中央红军开始长征:389。
1935年1月，出席遵义会议，会上支持毛泽东的主张。朱德走在長征大隊最前鋒，迎戰各地來阻戰軍閥，嬴得多場勝戰，会后，同毛泽东、周恩来等指挥中央红军四渡赤水、巧渡金沙江等作战。6月，红一方面军在懋功与红四方面军会合。7月12日，中共中央通過洛甫提議，由朱德任中央軍委總司令，張國燾任中央軍委總政治委員，徐向前兼前敵部隊總指揮，陳昌浩兼前敵部隊政治委員。8月，朱德离开中央红军，随张国焘左路军行动:419。其后，红军分裂，张国焘率部南下，另立中央，朱德对此表示反对:428-429。10月，他参与指挥红四方面军绥崇丹懋战役。1936年7月，红四方面军同红二方面军会师后，继续斗争张国焘，推动两军共同北上:451。10月，朱德、贺龙、任弼时、张国焘率红二方面军、红四方面军与红一方面军会师于甘肃会宁，长征结束。12月，任中共中央革命军事委员会委员、主席团委员。

### 抗日战争时期

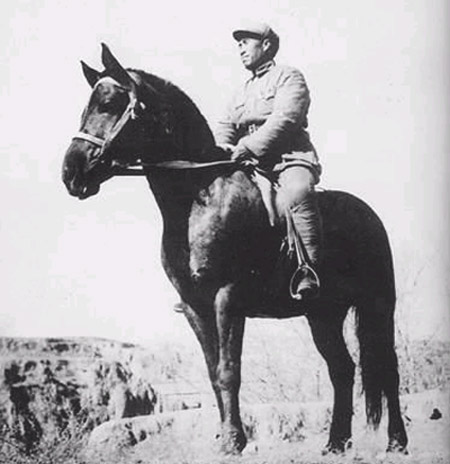
抗日战争时期，朱德任八路军（第十八集团军）总司令、第二战区副司令长官

1937年8月，朱德与周恩来、叶剑英出席蒋介石主持的南京国防会议:475。会后返回陕北出席洛川会议，担任中共中央军委副主席:479。8月25日，红军主力改编为国民革命军第八路军，朱德任总指挥，并担任中央军委华北军分会书记，晉升中华民国国民革命军上將军衔。1937年9月6日，朱德率八路军总部开赴山西五台，指挥八路军参加抗日战争:483。9月11日，八路军改称第十八集团军，朱德担任总司令:488。此后，取得平型关大捷、雁门关大捷:502、摧毁日军阳明堡机场等胜利，配合国民革命军组织的太原会战:504。10月，与彭德怀、任弼时向中共中央建议，恢复在改编为八路军时取消的政治委员制度:505。太原会战后，朱德指挥八路军各部深入华北敌后，开展游击战争，开辟了晋察冀、晋西北、晋冀豫和晋西南等根据地:510。

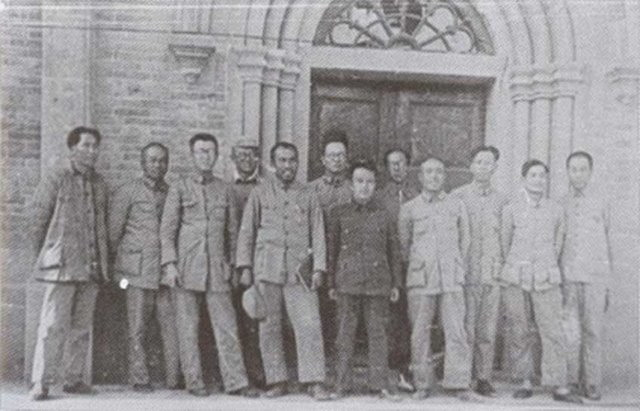
1938年秋的「六屆六中全會」上，左起毛澤東、彭德懷、王稼祥、張聞天、朱德、博古、王明、康生、項英、劉少奇、陳雲、周恩來

1938年2月，兼任第二战区东路军总指挥:522。此后，指挥八路军和部分国民革命军开展晋东南1938年战役，击败日军九路围攻:540。随后，按照中共中央关于开展平原游击战争的指示，组织八路军各部挺进冀南、冀中、豫北和山东，开展游击战争，并扩大根据地:541。发表《论抗日游击战争》，论述了抗日游击战争的性质、意义和战略作用。1939年3月，兼任第二战区副司令长官:563。1940年3月，与彭德怀指挥八路军先后參與了卫东战役和磁武涉林战役，击败国民革命军石友三、朱怀冰部:574。5月，从华北前线前往洛阳与第一战区司令长官卫立煌谈判，之后经西安返回延安。
1940年8月，与彭德怀、左权共同部署八路军开展百团大战:595。同年冬，提出“南泥湾政策”:611，指示部队在不妨碍作战和训练的条件下垦荒屯田，逐步做到生产自给，并亲自参加大生产运动。1941年11月起，负责领导军事教育委员会，并兼任军事学院院长，曾发表多篇文章，论述军队建设及战略战术的演变。1944年5月，中共六届七中全会决定毛泽东、朱德、刘少奇、周恩来、任弼时为主席团成员，处理中央日常工作:640。1945年4月，出席中共七大，作军事报告《论解放区战场》。6月，当选为中央政治局委员，中央书记处书记，排名仅次于毛泽东。1945年8月，在美国对日本使用原子弹和苏联红军进入中国东北之后，朱德向中共领导的敌后抗日军队下令，向日軍展开大反攻，對日發表投降命令，要求敌后战场的日军絕不能向國民政府投降，要向当地八路军、新四军投降:650。8月15日，日本投降，抗日战争结束。抗日战争结束后，獲中华民国国民政府授予抗战胜利勋章。

### 第二次國共內戰时期

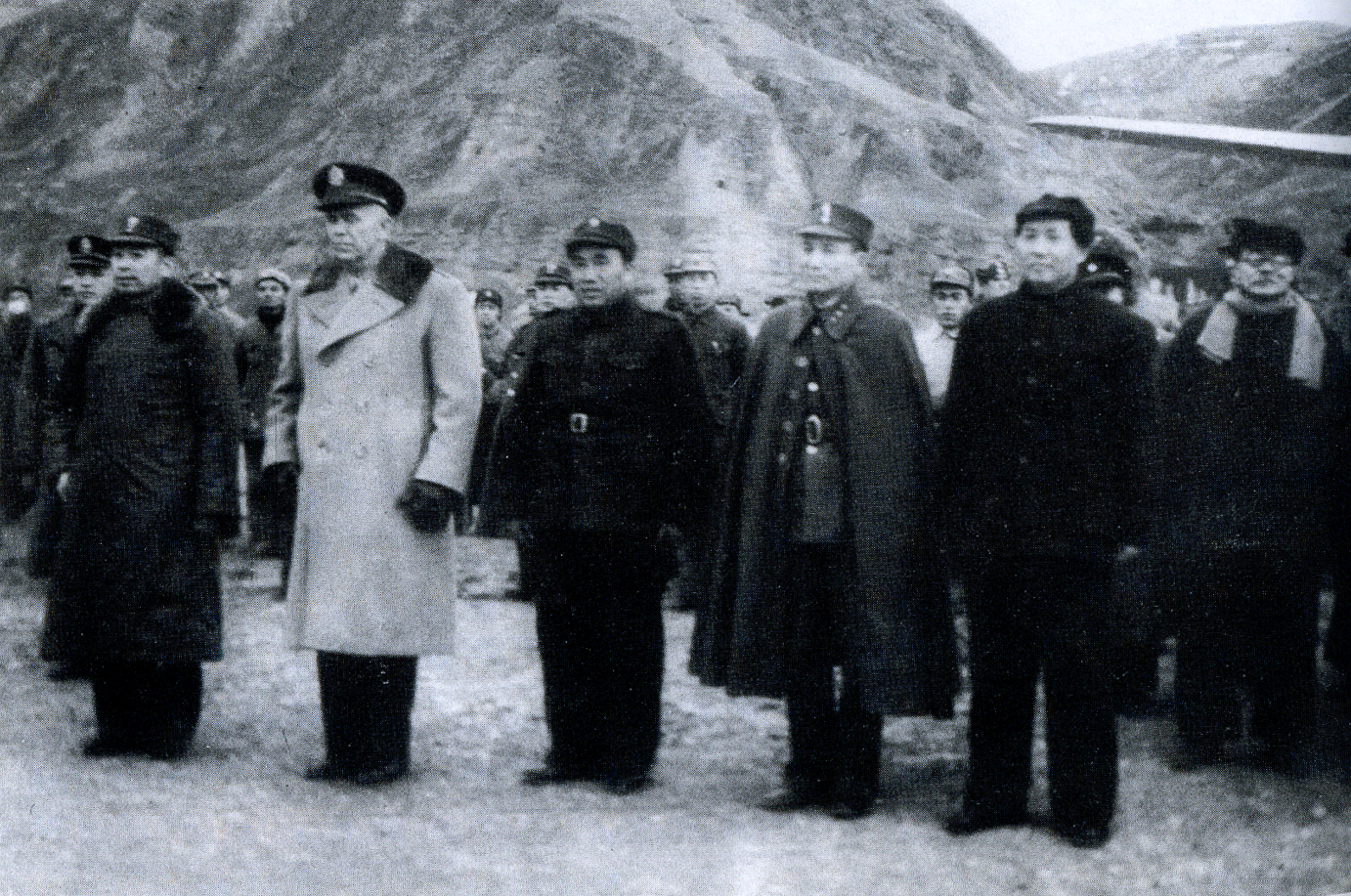
1946年3月4日，三人小组在延安与中共领导人，左起周恩来，马歇尔，朱德，张治中，毛泽东

抗日战争结束后，在毛泽东赴重庆同国民党总裁蒋介石出席重庆谈判期间，朱德与刘少奇在延安继续处理中共中央日常事务，参与制定“向北发展，向南防御”的战略方针，主张及早占领东北:656；参与制定和调整战略部署，编组野战兵团，实现战略转变等决策。第二次国共内战爆发后，同毛泽东指挥中共军队作战:664。1947年2月10日，开始以中国人民解放军总司令名义发布命令。1947年3月，由于胡宗南的军队进攻陕北，朱德参加刘少奇为书记的中央工委，开赴河北西柏坡，负责中共佔領区土地改革运动的工作。1947年10月，朱德指导华北野战军举行了清风店战役和石家庄战役，这是人民解放军第一次攻克坚固设防的大城市:689-698。此后他总结石家庄攻坚战的经验，在各战区迅速推广:701。
1948年4月，毛泽东、周恩来、任弼时率中共中央机关部分人员到达河北平山县西柏坡，同朱德、刘少奇会合。随后，代表中共中央、中央军委前往濮阳地区指导华东野战军工作，作了中原会战动员报告，提出加强部队团结和纪律问题:715。同年9月至1949年1月，朱德以中央军委副主席、人民解放军总司令身份协助指挥辽沈战役、淮海战役、平津战役等:719-722。1949年4月20日，国共最后和平谈判完全破裂；次日，毛泽东和朱德即联名发出《向全国进军的命令》，命令各野战军向全国进军。9月30日，在中国人民政治协商会议第一届全体会议上，当选中央人民政府副主席。

### 中华人民共和国成立后

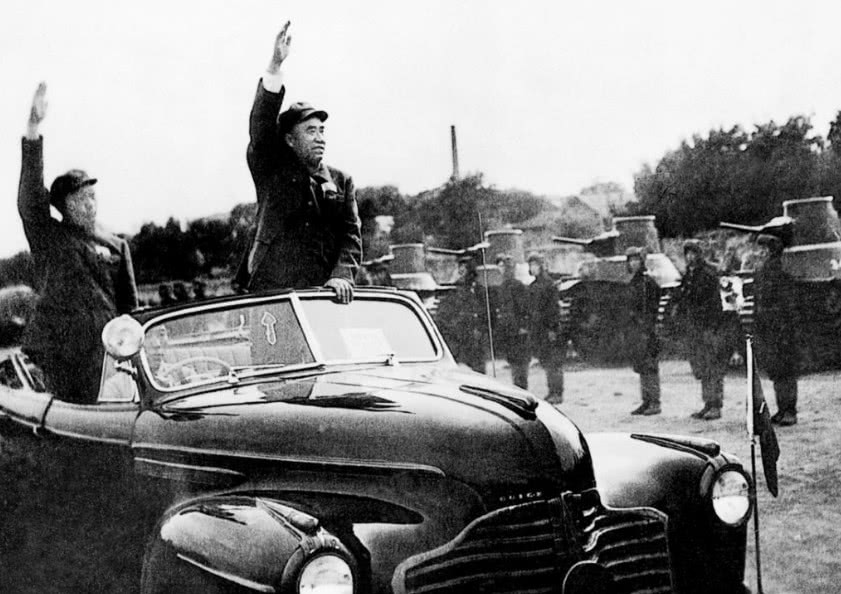
中华人民共和国开国大典上，朱德在阅兵总指挥聂荣臻陪同下检阅中国人民解放军部队

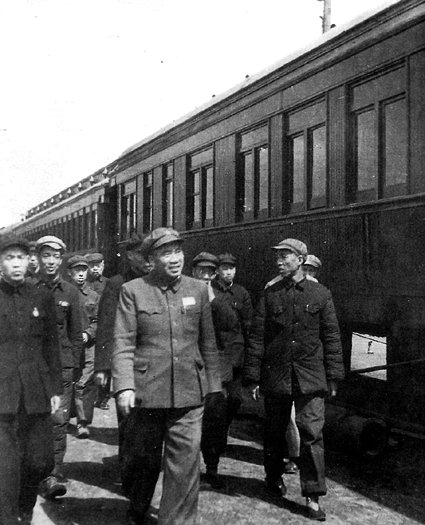
1950年冬季，朱德视察北京长辛店铁路工厂

1949年10月1日，在中华人民共和国开国大典上，朱德由聂荣臻陪同检阅中国人民解放军部队。10月19日，任中央人民政府人民革命军事委员会副主席:741。朱德参与制定中共中央的路线、方针和政策，致力于经济建设和国防建设；领导空军、海军、装甲兵和战略导弹部队等军兵种的组建工作，使中国人民解放军完成了由单一兵种向诸军兵种合成军队的转变:748-749。他重视部队训练和兴办各类军事院校，强调部队在实现现代化、正规化的过程中，既要保持优良传统，又要摆脱经验束缚:757。重视发展尖端武器，主张国防工业实行军民结合、平战结合:759-760。

1954年，朱德、毛泽东、陈云、周恩来在中南海紫光阁

1949年11月9日，朱德任中共中央纪律检查委员会书记，直到1955年3月:763。1950年5月6日，朱德作《加强党的纪律检查工作》演讲，反对脱离群众和官僚主义作风，强调党员在党纪面前一视同仁:764-766。1951年参加三反五反运动:769。1月26日向毛泽东建议加强纪检工作:770。1952年6月22日，朱德向毛泽东报告建议健全党组织生活和民主生活，實行遵纪守法教育:772。1954年4月25日发表针对高岗饶漱石事件的演讲，强调军队要服从党的领导:775。
1954年9月，当选为中华人民共和国副主席。1955年9月27日，獲授中华人民共和国元帅军衔，获一级八一勋章、一级独立自由勋章、一级解放勋章。1956年4月，致函中共中央，作出世界战争短期内打不起来的战略判断，主张抓紧时间尽快发展经济，增强国防事业的物质基础。9月，出席中共八大，作《加强团结，建设社会主义》的发言:775，会后当选中共中央副主席。1957年3月，致函中共中央和毛泽东，建议军工、民用生产相结合。1958年1月，发表《勤俭持家》一文，指出社会主义实行的按劳分配原则并不是“吃大锅饭”。
1959年3月访问波兰和匈牙利。4月出席第二届全国人大第一次会议，当选为全国人大常委会委员长:819，在担任人大常委会委员长期间参与制订了一系列法律法规:820。7月出席庐山会议，期间批判彭德怀，朱德在发言时肯定彭德怀的积极一面，被毛泽东批评为“未抓到痒处”；9月，朱德被迫在军委扩大会议上检讨，之后担任军委常委。此后，朱德到各地视察。1960年，提出农业生产一定要因地制宜，不能强求一律:835。1961年，建议停办农村公共食堂，恢复集市贸易。
1962年1月，出席七千人大会:844。此后致函中央，认为对农民限制得过死，影响群众的生产积极性:847。1963年，提出应当注意发展经济作物，发展集体副业和社员的家庭副业；特别是山区和丘陵地区，搞多种经营的门路很多，应大力恢复和发展:854。1965年12月，出席在上海召开的中央政治局常委扩大会议。在会上发言称，不能说毛泽东思想是马列主义的顶峰，顶峰就不能发展了:863。

### 文化大革命时期
1966年5月4日-26日，朱德出席在北京召开的中央政治局扩大会议，在会上受到林彪、康生等的批判，把朱德不同意说毛泽东思想是马列主义顶峰的意见说成是“以马克思主义来反对毛主席”。“有野心”，“想黄袍加身”，“是党内危险的定时炸弹”等等。会后发出五一六通知，文化大革命爆发:865。8月，在中共八届十一中全会上再次受到批判。全会根据毛泽东的提议改组中央领导机构，朱德在中央政治局常务委员中的排名降到了第九位，林彪升到了第二位。8月中旬，朱德收到匿名信，策动他对毛泽东发动政变，史称“八八大案”。
1967年1月，出席中央政治局扩大会议。在发言中指出，现在文化大革命搞到破坏生产的程度，要注意解决:866。之后，在江青授意下，造反派称朱德是“大野心家、大军阀、黑司令”，朱德受到政治迫害，勒令交代反毛罪行:867。1968年10月，中共八届十二中全会召开，朱德、陈云、叶剑英、徐向前、陈毅、聂荣臻等人分为不同小组，接受批判:872。1969年4月中国共产党第九次全国代表大会上，朱德、陈毅、徐向前、聂荣臻等元帅继续遭分组批判。不过，朱德因为毛泽东的有意保护，仍列入中央政治局:874。
1969年10月，林彪发布《林副主席指示第一号令》，全军进入紧急战备状态，各军队将领被迫疏散离京。其中朱德去广东从化、叶剑英到长沙、刘伯承去武汉、陈毅在石家庄、聂荣臻去邯郸，徐向前在开封。10月20日，与张云逸、陈奇涵等同乘一架飞机抵达广州白云机场。广州军区主要负责人不许他们进入广州市，只在机场休息片刻就直接送到从化。
1970年7月，从广东回到北京，筹备召开第四届全国人民代表大会。8月，出席中共九届二中全会:875。1971年10月22日，致函中共中央、毛泽东，表示“坚决拥护主席和中央对林彪叛党集团采取的一系列正确措施；坚决拥护中央撤销军委办事组，并责令林彪的死党黄永胜、吴法宪、李作鹏、邱会作停职反省的决定；坚决拥护成立中央军委办公会议和中央专案组。”1973年8月，出席中共十大，当选中央政治局常委:876。1974年8月，到秦皇岛视察海军舰艇部队:878。1975年1月，主持第四届全国人大第一次会议，继续当选为全国人大常委会委员长:879。

### 去世
1976年1月8日，周恩来去世。朱德11日到北京医院向周恩来遗体告别。15日，因身体原因，朱德未能出席周恩来追悼大会，仅赠花圈。6月25日，朱德在人民大会堂等候会见澳大利亚联邦总理马尔科姆·弗雷泽，在有冷气的房间等待了将近一小时后染上感冒。1976年7月6日15時01分，朱德因感冒、心脏衰竭、糖尿病多种病症并发，在北京逝世。

## 纪念与评价

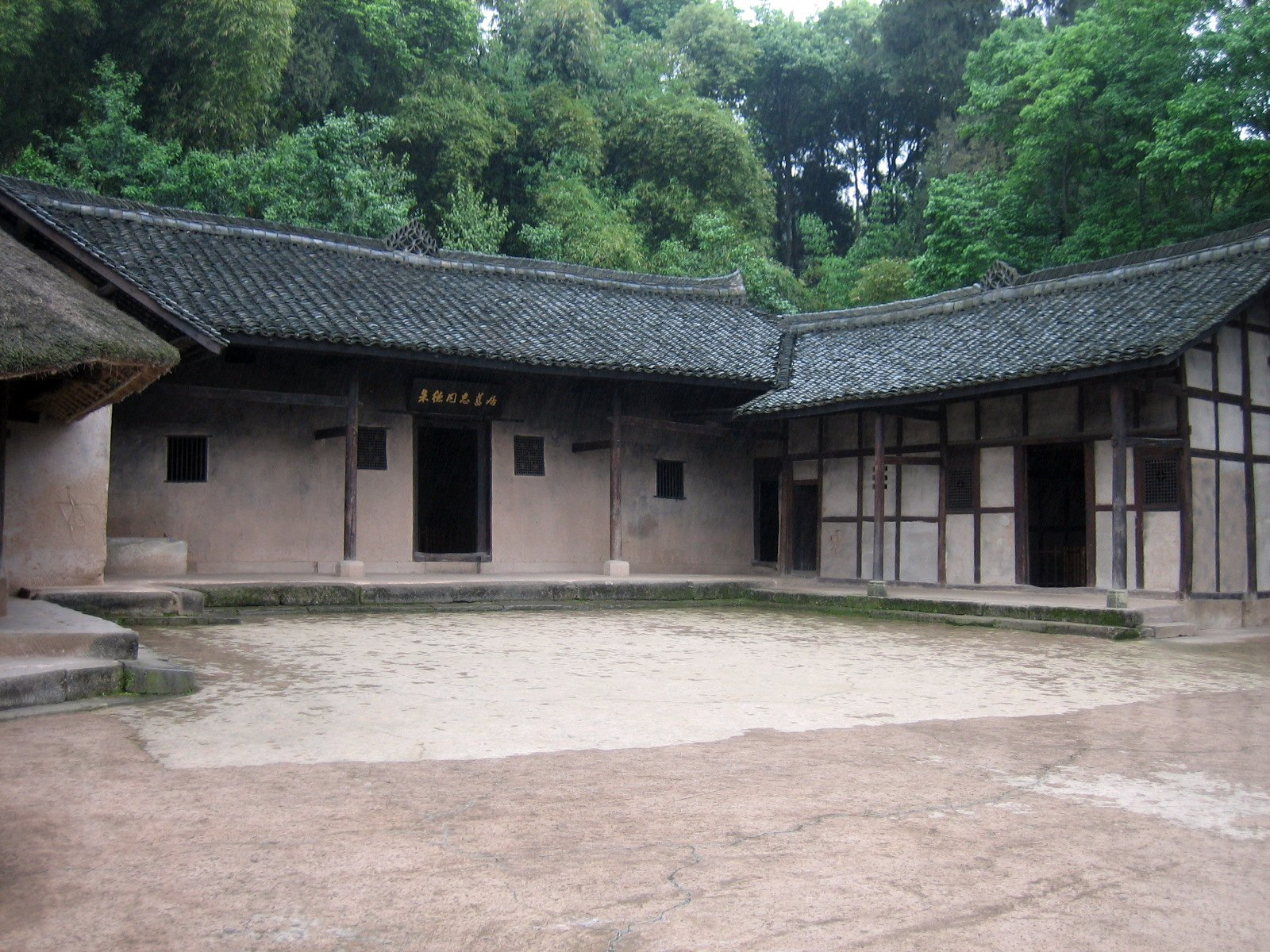
朱德故居

朱德逝世后，中共中央發布的訃告稱其為“中国共产党的优秀党员、中国人民伟大的革命战士和无产阶级革命家，是党、国家和军队的卓越领导人之一”。後以党和国家领导人等成立的治喪委員會決定於7月9日至7月10日舉行吊唁仪式。7月11日在人民大會堂舉行追悼大會，中共中央副主席王洪文主持追悼会，中共中央第一副主席兼國務院總理華國鋒致悼詞。遺體火化後，骨灰盒存於八寶山革命公墓骨灰堂中一室（妻子康克清骨灰盒边），骨灰盒编号101。
朱德誉为“红军之父”，雅号“朱老总”。长征结束后，毛泽东称赞朱德对张国焘“鬥得有理有节，临大节而不辱”；“度量如大海，意志坚如钢”:463。1946年朱德六十岁诞辰时，毛泽东称他为“人民的光荣”:669。1973年12月21日，毛泽东在会见朱德和参加中央军委会议人员时说：“有人说你是黑司令，我不高兴，我总是批评他们，我说是红司令！还不是红了吗！朱毛，朱毛，没有朱，哪有毛？你是朱，我是朱身上的毛啊！朱毛是分不开的嘛。”:876
1959年9月11日，庐山会议期间，林彪宣称朱德是“老野心家”、“想当领袖”、“实际上没有当过一天总司令”:831。文化大革命时，朱德也遭到攻击。中共八届十二中全会上，吴法宪、张春桥等先后向朱德发难，说他“一贯反对毛主席”、“有野心，想黄袍加身。”谢富治也说“朱德同志从上井冈山的第一天起就反对毛主席。”“刘邓、朱德、陈毅都是搞修正主义的，不过朱德受到毛主席的保护，才不至于落得像刘少奇的下场。”
1980年7月7日，朱德故居列為四川省重新確定公布的第一批省級文物保護單位。1988年1月13日公佈為第三批全國重點文物保護單位。1986年12月1日，中共中央召集“朱德同志百周年诞辰纪念会”，胡耀邦发表演讲，赞誉朱德“注意深入实际，一贯主张：要实际，不要浮夸，要踏踏实实地把事情办好。他时刻关心群众疾苦，谛听群众的呼声，处处把自己置身于群众之中。他历来是我们党内军内遵守党纪、军纪、国法以及一切公共生活准则的典范。”1987年4月发行之第四套人民币100元纸币（1980年版与1990年版）上，朱德成为纸币正面四人浮雕像之一，其余三位分别为毛泽东、周恩来、刘少奇。1989年11月，中共中央军委确定朱德为中国人民解放军军事家之一。

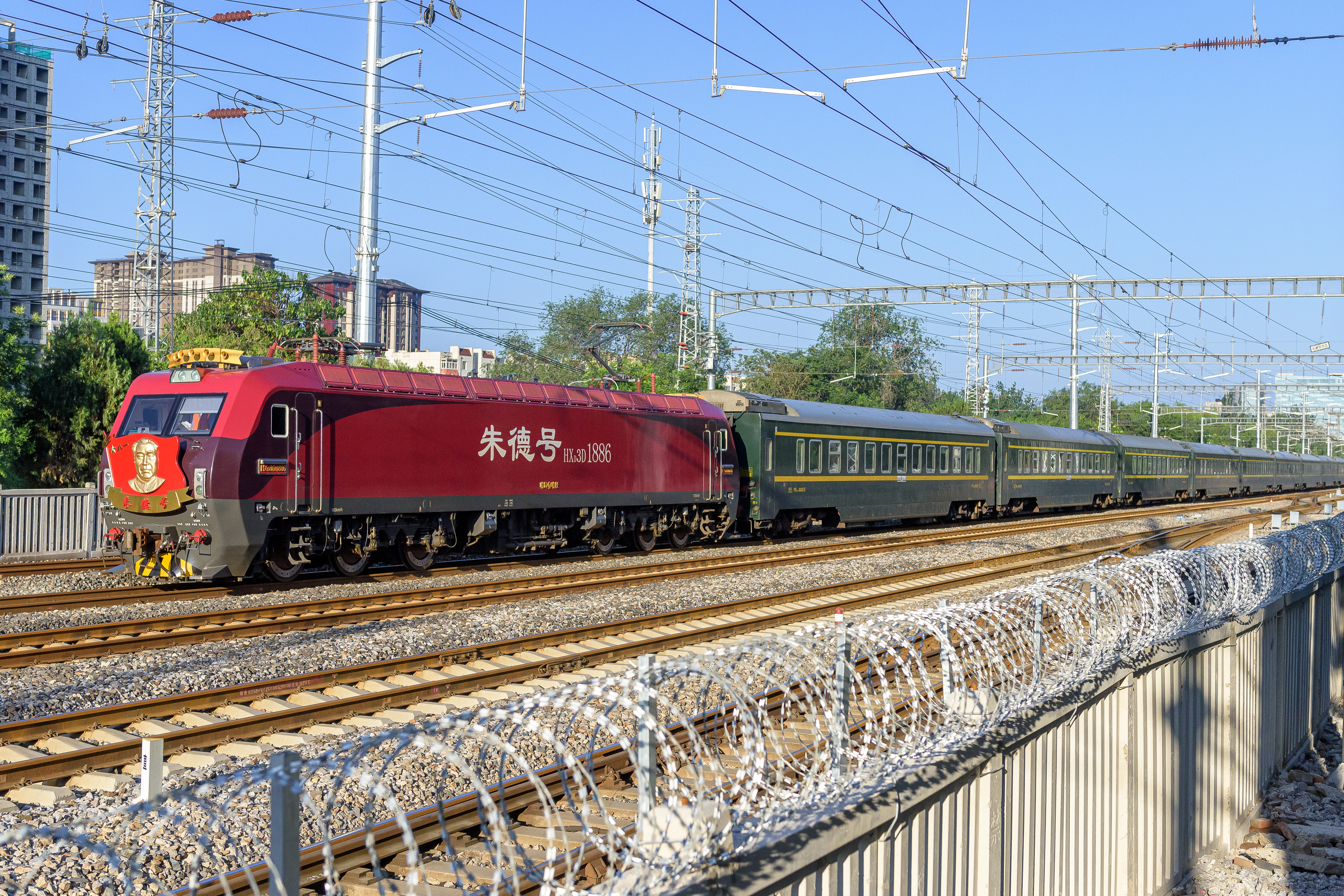
第五代朱德号机车牵引Z157次列车

哈尔滨铁路局哈尔滨机务段自1946年以来，先后有JF1-1191、QJ-2470、DF4B-1886、SS4G-1886、HXD3D-1886共计5台机车命名为“朱德号”机车。目前的第五代朱德号机车是HXD3D-1886，于2017年9月命名。此外，阜新矿务局配属的SY-1395，亦命名为“朱德号”机车，以纪念1953年朱德到阜新矿务局海州煤矿视察一事。
- 在泸州市况场朱德旧居陈列馆前有朱德的铜像。
- 位于四川省南充市仪陇县金城镇西环路2号的朱德铜像纪念园，是1991年11月22日设立的博物馆。
- 延安枣园五大书记铜像：任弼时、周恩来、毛泽东、刘少奇、朱德。

## 著作
代表作
- 《终身为党做军事运动》1925年3月7日
- 《怎样创造铁的红军》1931年7月
- 《争取持久抗战胜利的先决问题》1938年1月
- 《论解放区战场》1945年4月25日在中共七大上的军事报告，1946年延边出版社
- 《光荣伟大的三十年》（一九五七年七月三十一日）

回忆录
- 《回忆我的母亲》1944年4月5日延安《解放日报》
- 《辛亥革命回忆》1961年10月
- 《从南昌起义到上井冈山》1962年6月
- 《朱德自传》1946年重庆大地出版社
- 《朱德自述》2007年解放军出版社

文集
- 《朱德选集》，1983年人民出版社
- 《朱德军事文选》，1997年解放军出版社

诗词集
- 《朱德诗选集》，1977年人民文学出版社
- 《朱德诗词集》，2003年中央文献出版社

## 荣誉

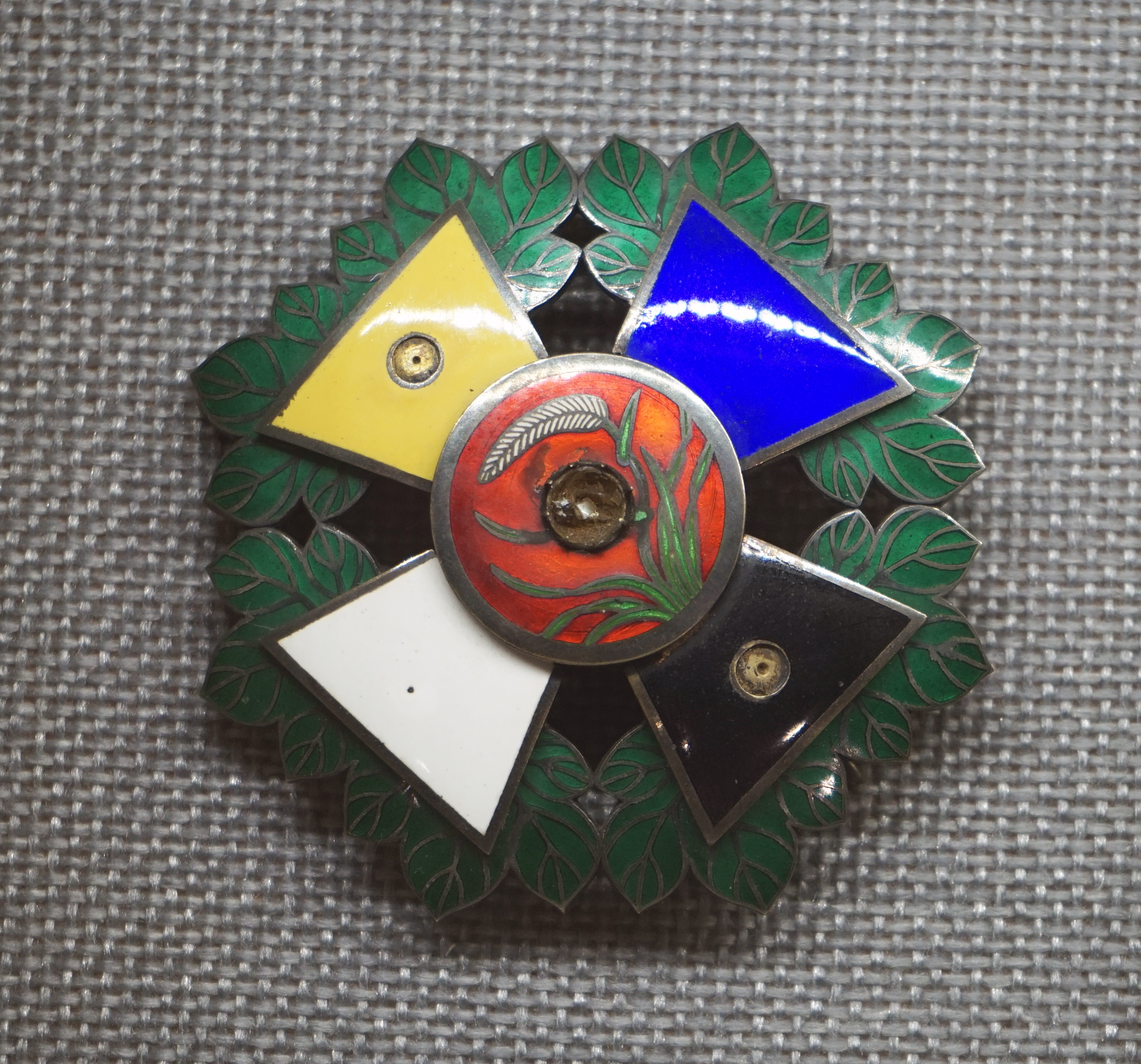
北洋政府勋五位章，银质饰金，铸牡丹花叶纹，中央圆版饰红色嵌珠两枚。时朱德任云南讲武堂军事教官，滇军营长、团长等职，勋居五位

### 国内勋奖
- 中華民國
  -  勋五位勋位章（1913年授予）
- 中华苏维埃共和国
  -  红旗勋章（1931年11月于瑞金授予[62]）
- 中華民國
  -  三等文虎勋章
  -  抗战胜利勋章（1945年10月授予）
- 中华人民共和国
  -  一级八一勋章（1955年9月27日于北京授予）
  -  一级独立自由勋章（1955年9月27日于北京授予）
  -  一级解放勋章（1955年9月27日于北京授予）

### 外国勋奖
- 印度尼西亞
  -  二等印度尼西亚共和国之星（英语：Star of the Republic of Indonesia）（1961年6月14日于北京授予[63]）
- 柬埔寨王国
  -  大十字级柬埔寨王家勋章（1964年10月5日于北京授予[64]）

## 家庭
朱德生父朱世林（1861-1920年10月27日），生母钟氏（1860年4月23日-1944年2月15日），两人共育六男两女。朱德为第三个儿子，两岁时过继于朱世林的伯兄朱世连（1855-1922）、刘氏（1860年4月3日-1938年9月14日）夫妻。朱德投身革命后，没有回家乡看望父母。抗战时期得知生母钟太夫人去世，在延安写下《回忆我的母亲》，该文还入选中国大陆的中学《语文》课本。
朱德一生先後有六个妻子。
- 原配夫人劉從珍，四川省儀隴縣馬鞍場劉家壩人[66]。1905年，由朱德父母作主，把他大舅的女兒劉氏許配給他，並於這年9月完婚[2]:11。1906年春，朱德外出求學，自此未歸。劉夫人自此獨守空房，1958年2月在家鄉病逝，享年75歲。病逝後，朱德的子女還曾為嫡母送葬[67]。

- 第二位妻子：1912年秋天，26歲的雲南陸軍講武堂教官朱德同昆明師範學院19歲的學生蕭菊芳結婚[2]:30。1916年初，朱德隨討袁護國軍第1軍北征，開往家鄉四川。蕭菊芳生子，小名“保柱”譜名“宝书”，就是朱德的獨子朱琦。生子4个月后，蕭菊芳患了類似赤痢的熱病，于1919年6月病逝[68]。
  - 儿子朱琦：1916年9月出生。未及3歲生母病逝，由继母陈玉珍在泸州抚养长大。1937年被抓壮丁。后经时任国民政府军事委员会政治部副主任的周恩来设法寻到朱琦，1938年送朱琦到延安就读中央党校。朱琦毕业后赴华北抗日前线，战斗中腿部中弹致残。调回延安任中国人民抗日军政大学第七分校队列科长、晋绥军区司令部通信科科长。1948年从部队团职干部转业到石家庄铁路局机务段当练习生，后来又当机车司炉，三年后当副司机，又由副司机转为司机，学会了开火车。后来，朱琦调往天津铁路局。“文革”前夕，升任北京铁路局车辆处处长。1969年6月朱琦送到山西榆次“五七干校”学习。1969年年底又下放到天津附近汉沟站当仓库保管员至1972年。1974年6月10日突发疾病当天去世[69]。朱琦妻子赵力平，1926年出生于河北定县大定村，1946年3月23日任晋绥军区司令部文书科参谋，经贺龙师长批准与司令部通信科科长朱琦结婚。赵力平历任中国人民银行天津分行组织科科长。1957年干部支援文教系统，调到了天津市中心妇产医院做副院长长达17年。1979年任中国农业银行天津分行副行长，1988年离休。
    - 孙子朱援朝，中国音乐家协会会员[70]，2013年脑梗去世。
    - 孙子朱和平，任空军指挥学院副院长、全国政协委员[71]。
    - 孙子朱全华，任朱德公益基金管理委员会执行主任，2021年9月20日去世。
    - 孙女朱新华，任解放军总医院干休所门诊部主任。
    - 孙子朱国华，1983年严打时被捕，判处死刑[72]。

- 第三位妻子：後朱德的挚友孙炳文把自己的外甥女陈玉珍介绍给他，是為朱德的第三位妻子[73]。

- 第四位妻子：1920年，朱德在川、滇軍戰事後，率領部隊移駐雲南昭通。在鹽津縣遇到贺稚华。1922年8月，賀与朱德、孙炳文等人同乘法国“阿尔及利亚”号邮轮离开上海到法国。两人成婚，是為第四位妻子。1926年4月在苏联生下女兒朱敏。1926年5月，党组织决定调朱德回国去四川做军阀杨森的统战工作。考虑到国内环境恶劣，朱德只好让贺稚华和女儿朱敏暂居苏联[73]。後賀另嫁在莫斯科东方劳动者共产主义大学读书的何家兴。
  - 女儿朱敏，曾被納粹抓進德國集中營四年，造成終身語言障礙。後在北京师范大学俄语系工作，任教研室主任。1986年离休后，创办了北京军地两用人才培训学院（北京军地专修学院），出任院长。与刘铮育有五子一女[74][75]：
    - 外孙刘建，1953年出生，1969年参军入伍。中国人民解放军少将军衔。曾任中国人民解放军装备学院副院长[76]。
    - 外孙刘康，从事中德之间的商务交流。
    - 外孙刘进，八路军研究会会长[77]。
    - 外孙刘敏，法语译员。
    - 外孙刘武，解放军某研究所大队长。
    - 外孙女刘丽[78]。

- 第五位妻子：1928年与伍若兰在耒阳結婚[2]:133。次年，伍在红四军从井冈山向赣南挺进途中，遭遇何键部队突袭，被捕后遭处决[2]:187。

- 第六位妻子：1929年与康克清在赣南结婚，陪伴朱德，直到他逝世[79][2]:197。